# MAMI (ギタリスト)
MAMI（マミ、1990年5月21日 - ）は、愛知県名古屋市出身の日本のギタリストである。SCANDALではギター・ボーカルを担当する。

## 来歴
高校のときからバンドを組んでおり、当時はドラムスを担当していた。結成前はキャレスボーカル&ダンススクールの名古屋校に所属しており、2006年に同じ名古屋校に所属していたHARUNAと、同スクールの大阪校に所属していたTOMOMI、RINAの4人でSCANDALを結成した。
2014年5月、米国フェンダー社のブランド「Squier by fender」より自身のシグネチャモデル「MAMI  JAZZMASTER PEARL WHITE “Stratomaster”」を受注生産で発売。同日にはSCANDALメンバーのHARUNA、TOMOMIのシグネチャモデルも発売されており、これらのシグネチャモデルが米国フェンダー社では初となる日本人女性ミュージシャンのモデルとなる。
2017年11月、シグネチャモデル「MAMI STRATOCASTER」の発売とフェンダー社とのエンドース契約締結を発表。
2020年10月4日、「聴志動感 〜奏の森の音雫〜」にて自身初のソロ弾き語りライブを行った。
2022年8月21日、フェンダー社からシグネチャモデル「MAMI STRATOCASTER OMOCHI」を発売。

## 人物
血液型はAB型で、身長は160.8cmである。
2012年発売のSCANDALのアルバム『Queens are trumps -切り札はクイーン-』の収録曲「声」などMAMIがメインボーカルを担当する楽曲もある。
TOMOMIとはどぼんどぼんどでも活動している。
影響を受けたアーティストとしてaikoを挙げている。
2014年頃からは多くの楽曲の作曲や編曲をMAMIが行っている。
ふなっしーが好き。

## 使用機材
ギター
- Fender USA 60th Anniversary American Standard Stratocaster（白）
  - 日本限定モデルギターであり、American Standardを基準にしたVintageピックアップを搭載した2006年限定生産モデル。多くのステッカーでデコライズ。

- Gibson LesPaul Special Double Cutaway（白）
- Fender USA American Standard Stratocaster HSS（黒）
  - 2本所有。

- Squier by Fender / Affinity Series, Bronco Bass（トリノレッド）
- Gretsch White Falcon Double Cutaway G6136DC（白）

アンプ
- Marshall JCM2000 DSL100/1960A

エフェクター
- Big Muff（英語版）

ピック
- Fender / Rock-On Touring Picks 0.73mm。

## 作品

### 提供楽曲
鈴木愛理
- 「STORY」（「鈴木愛理×SCANDAL」名義、作曲・編曲）

夢みるアドレセンス
- 「Exceeeed!!」（作詞・作曲）

### 書籍
- ROCK STUDY GO!!（2013年9月25日、ヤマハミュージックメディア）ISBN 978-4-636-89949-8